# Fernando Cento
Fernando Cento, italijanski rimskokatoliški duhovnik, škof in kardinal, * 10. avgust 1883, Pollenza, † 13. januar 1973.

## Življenjepis
23. decembra 1905 je prejel duhovniško posvečenje.
22. julija 1922 je bil imenovan za škofa Acirealeja; 3. septembra istega leta je prejel duhovniško posvečenje.
24. junija 1926 je bil imenovan za naslovnega nadškofa Seleucia Pierie in za apostolskega nuncija v Venezueli.
Pozneje je bil apostolski nuncij še: v Peruju (26. julij 1936 - 9. marec 1946), v Belgiji in v Luksemburgu (9. marec 1946 - 26. oktober 1953) in na Portugalskem (26. oktober 1953 - 1958).
15. decembra 1958 je bil povzdignjen v kardinala in imenovan za kardinal-duhovnika S. Eustachio.
Med 12. februarjem 1962 in 6. aprilom 1967 je bil višji odpustnik pri Apostolske penitencierije.
23. aprila 1965 je bil imenovan za kardinal-škofa Velletri e Segnija.